# Giovanni Bruni
Giovanni Bruni (Chiari, 18 marzo 1938 – Brescia, 9 febbraio 2022) è stato un politico italiano.

## Biografia
Medico chirurgo, è stato primario all'ospedale di Montichiari. Alle elezioni politiche del 1996 si candida al Senato con L'Ulivo, nel collegio uninominale di Desenzano, venendo eletto con il 33,1%: a Palazzo Madama aderisce al gruppo di Rinnovamento Italiano.
Nel febbraio 1999 passa al gruppo parlamentare di Forza Italia. Conclude il proprio mandato nel 2001, tornando all'attività medica.
Muore il 9 febbraio 2022, all'età di 84 anni.